# Gerrit Komrij-prijs
De Gerrit Komrij-prijs is een Nederlandse literatuurprijs, in 2012 ingesteld door Neerlandistiek, "on-line tijdschrift voor taal- en letterkundig onderzoek" (voorheen Neder-L). Doel van de prijs is het onder de aandacht brengen van de oude letteren. Het is een eerbetoon aan de dichter, schrijver, vertaler, criticus, polemist en toneelschrijver Gerrit Komrij. Hij was liefhebber van oude literatuur.
De prijs gaat naar "die persoon (of instantie) die het best / leukst / origineelst / etceterast, de oudere literatuur over het voetlicht weet te krijgen". De prijs bestaat uit een beker of een medaille.

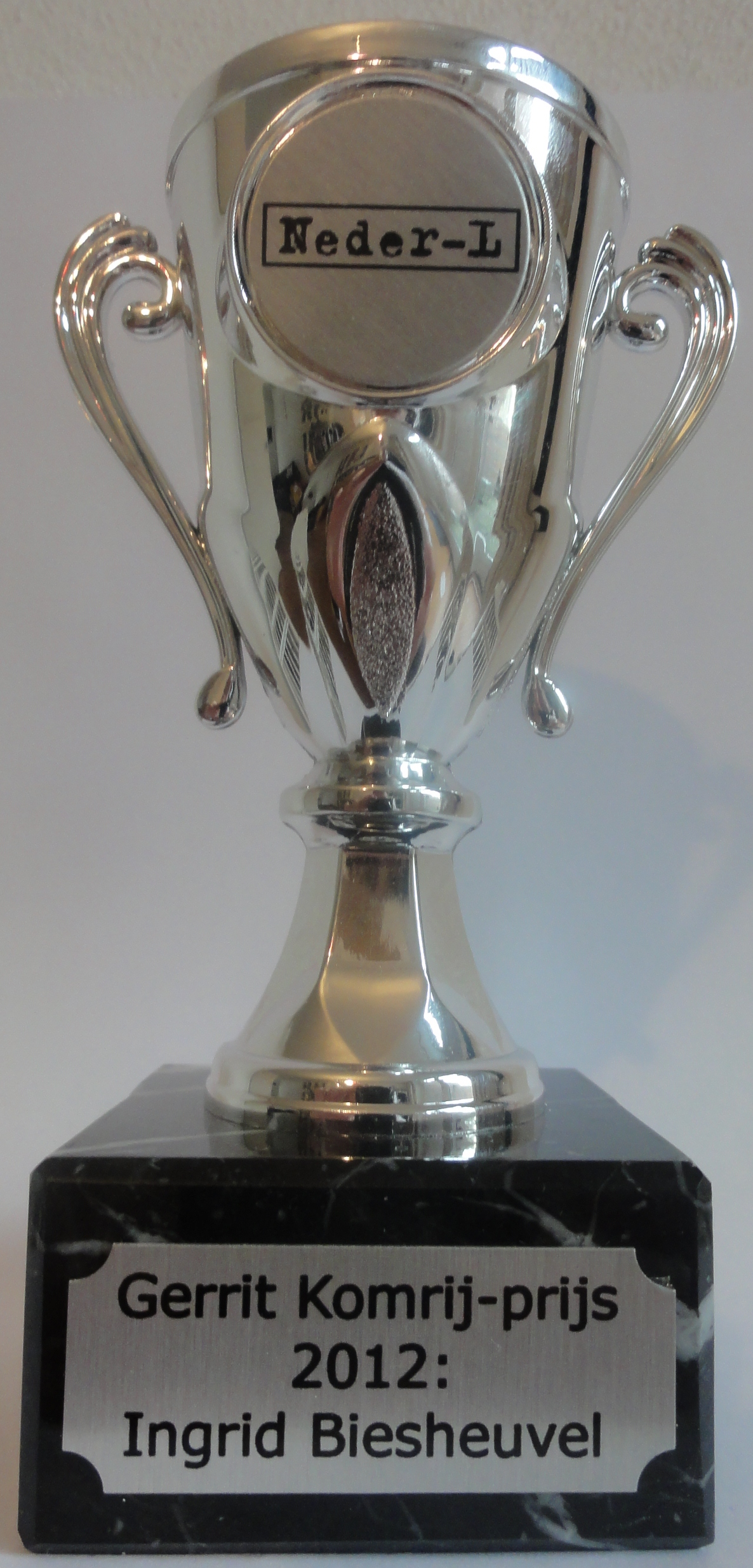
De eerste Gerrit Komrij-prijs.

## Winnaars
- 2012 - Ingrid Biesheuvel voor haar vertalingen van Middelnederlandse Arturromans
- 2013 - Rick Honings & Peter van Zonneveld voor De Gefnuikte Arend, hun biografie van Willem Bilderdijk
- 2014 - Annemieke Houben voor Vieze Liedjes uit de 17e en 18e eeuw
- 2015 - Odilia Beck voor haar 17e-eeuwse leven op haar website[1]
- 2016 - Elvis Peeters voor zijn vertalingen van de gedichten van Henric van Veldeke
- 2017 - 'schrijverskabinet.nl' voor de virtuele reconstructie van het Panpoëticon Batavûm
- 2018 - René van Stipriaan voor De Hartenjager, de biografie van Gerbrand Adriaensz. Bredero[2]
- 2019 - Sander Bink voor zijn reeks 'Rondom Couperus'
- 2020 - Christianne Muusers & Marleen Willebrands (samenstellers; de prijs gaat naar het hele team rond het boek) voor hun editie van Het excellente kookboek van doctor Carolus Battus uit 1593[3]
- 2021 - Katinka Polderman & Sophie Reinders voor hun boek Zwerfgoed
- 2022 - Tonnus Oosterhoff voor zijn vertaling van Historie van mejuffrouw Sara Burgerhart
- 2023 - Frits van Oostrom voor zijn boek De Reynaert
- 2024 - Marianne Vonck & Kato Beirnaert voor hun boek Iedereen Reynaert.